# 3001 Michelangelo
3001 Michelangelo è un asteroide della fascia principale. Scoperto nel 1982, presenta un'orbita caratterizzata da un semiasse maggiore pari a 2,3565706 UA e da un'eccentricità di 0,0701063, inclinata di 18,35809° rispetto all'eclittica.
È dedicato a Michelangelo Buonarroti, celeberrimo scultore e pittore del Rinascimento.